# Julia Schruff
Julia Schruff (* 16. August 1982 in Augsburg) ist eine ehemalige deutsche Tennisspielerin.

## Karriere
Schruff, die im Alter von fünf Jahren mit Tennisspielen begann, entschied sich nach der Mittleren Reife zu einer Karriere im Profitennis.
Im Einzel gewann sie zwei ITF-Turniere, das letzte im September 2010 in Alphen aan den Rijn. Ihren größten sportlichen Erfolg auf der WTA Tour feierte sie im April 2003 beim Sandplatzturnier in Estoril. Schruff, die als Qualifikantin ins Turnier gestartet war, unterlag im Finale der Spanierin Magui Serna glatt in zwei Sätzen. 2007 konnte sie beim ITF-Turnier von Acapulco ins Semifinale einziehen (Niederlage gegen Émilie Loit).
Ihr bestes Grand-Slam-Ergebnis erzielte sie 2005 bei den US Open, als sie in der dritten Runde gegen die topgesetzte Marija Scharapowa in zwei Sätzen ausschied. Mit Anastassija Myskina (Berlin 2005) und Jelena Dementjewa (Australian Open 2006) konnte sie zwei Top-10-Spielerinnen schlagen. Mit Jelena Lichowzewa (Auckland und Amelia Island 2006) und Flavia Pennetta (Palermo 2006) besiegte sie zudem zwei Top-20-Spielerinnen. Außerdem behielt sie gegen Jelena Janković (Doha 2006) und Katarina Srebotnik (Estoril 2003) die Oberhand.
Im Doppel gewann sie mit wechselnden Partnerinnen fünf Turniere des ITF Women’s Circuit, ihr letzter Titelgewinn gelang ihr im Mai 2010 in Florenz. Danach musste Schruff wegen einer Lebensmittelvergiftung, die sie sich beim Turnier in Memphis zugezogen hatte, über ein halbes Jahr pausieren.
2011 bestritt sie nur wenige Turniere, ehe sie sich wegen ihrer Schwangerschaft von der Profitour verabschiedete. Seit dem 16. April 2012 wird Schruff von der WTA nicht mehr in den Ranglisten geführt.

## Fed Cup
Zwischen 2004 und 2006 gehörte Schruff zum deutschen Fed-Cup-Team. Im April 2005 gelang ihr dabei gegen die Indonesierin Wynne Prakusya der erste Sieg. Aus Protest gegen die angebliche Ungleichbehandlung von Spielerinnen durch Teamchefin Barbara Rittner und wegen des ihrer Meinung nach fehlenden Teamgeistes weigerte sie sich – zusammen mit Martina Müller – 2006 zur Partie gegen China nach Peking zu reisen. Der Deutsche Tennis Bund nannte hingegen überzogene Ansprüche bei Antrittsprämien als Streitpunkt. Schruff und Müller wurden daraufhin aus dem A-Kader gestrichen.

## Erfolge

### Einzel

#### Turniersiege
| Nr. | Datum              | Turnier             | Kategorie   | Belag | Finalgegnerin   | Ergebnis  |
| --- | ------------------ | ------------------- | ----------- | ----- | --------------- | --------- |
| 1.  | 5. April 2009      | Latina              | ITF $50.000 | Sand  | Andrea Petković | 7:5, 7:60 |
| 2.  | 12. September 2010 | Alphen aan den Rijn | ITF $25.000 | Sand  | Irena Pavlovic  | 6:0, 6:3  |

#### Finalteilnahmen
| Nr. | Datum          | Turnier | Kategorie   | Belag | Turniersiegerin | Ergebnis |
| --- | -------------- | ------- | ----------- | ----- | --------------- | -------- |
| 1.  | 13. April 2003 | Oeiras  | WTA Tier IV | Sand  | Magüi Serna     | 4:6, 1:6 |

### Doppel

#### Finalteilnahmen
| Nr. | Datum            | Turnier      | Kategorie    | Belag             | Partnerin           | Turniersiegerinnen              | Ergebnis |
| --- | ---------------- | ------------ | ------------ | ----------------- | ------------------- | ------------------------------- | -------- |
| 1.  | 10. Oktober 2004 | Filderstadt  | WTA Tier II  | Hartplatz (Halle) | Anna-Lena Grönefeld | Cara Black Rennae Stubbs        | 3:6, 2:6 |
| 2.  | 17. Februar 2008 | Viña del Mar | WTA Tier III | Sand              | Marija Korytzewa    | Līga Dekmeijere Alicja Rosolska | 5:7, 3:6 |

## Abschneiden bei Grand-Slam-Turnieren

### Einzel
| Turnier         | 2003 | 2004 | 2005 | 2006 | 2007 | 2008 | 2009 | Bilanz | Karriere |
| --------------- | ---- | ---- | ---- | ---- | ---- | ---- | ---- | ------ | -------- |
| Australian Open | —    | —    | 1    | 2    | 2    | 1    | 1    | 2:5    | 2        |
| French Open     | 1    | 1    | 1    | 1    | 1    | —    | —    | 0:5    | 1        |
| Wimbledon       | —    | —    | 1    | 1    | 1    | —    | —    | 0:3    | 1        |
| US Open         | —    | 2    | 3    | 1    | 1    | —    | —    | 3:4    | 3        |

### Doppel
| Turnier         | 2005 | 2006 | 2007 | 2008 | 2009 | Bilanz | Karriere |
| --------------- | ---- | ---- | ---- | ---- | ---- | ------ | -------- |
| Australian Open | 1    | 1    | 1    | —    | —    | 0:3    | 1        |
| French Open     | 1    | 2    | 1    | —    | —    | 1:3    | 2        |
| Wimbledon       | 1    | 1    | —    | —    | —    | 0:2    | 1        |
| US Open         | —    | 1    | —    | —    | 1    | 0:2    | 1        |